# New Swabia
New Swabia (tiếng Na Uy và tiếng Đức: Neuschwabenland) là một khu vực được tuyên bố chủ quyền ở châu Nam Cực có tranh chấp của Đức Quốc xã trong phạm vi tuyên bố chủ quyền của Na Uy đối với vùng đất Queen Maud, hiện khu vực này là một cái tên bản đồ học đôi khi được đặt cho một khu vực của Nam Cực trong khoảng kinh tuyến từ 20° Đông đến 10° Tây ở Vùng đất Queen Maud. New Swabia được Đức khám phá vào đầu năm 1939 và được đặt tên theo con tàu của đoàn thám hiểm - Schwabenland, bản thân con tàu được đặt theo tên vùng Swabia của Đức.